# バスティーユ襲撃

「バスティーユ襲撃」（ジャン＝ピエール・ウーエル画）

バスティーユ襲撃（バスティーユしゅうげき、仏: prise de la Bastille）とは、1789年7月14日にフランス王国パリの民衆が同市にあるバスティーユ牢獄を襲撃した事件である。フランス革命のはじまりとされる。

## 概要
1789年の5月5日に175年ぶりの三部会が開かれたが、審議内容は平民身分である第三身分を大いに失望させるものであった。その後も空転を続ける三部会に対し、第三身分代表は6月17日に国民議会と称する集会を開き、この集まりに他の2身分の合流を呼びかけた。このような第三身分の強硬な姿勢に対し、王弟アルトワ伯は議場を閉鎖するという断固たる措置を講じた。この結果、議場から締め出された第三身分代表たちは、6月20日に議場に隣接する球戯場で、「憲法制定までいかなる状況でも会議を解散せず、継続する」ことを誓った。有名な球戯場の誓いである（テニスコートの誓い）。これに対し政府は、王妃マリー・アントワネットら実権を握る保守派を中心に武力行使も辞さない姿勢を見せたが、聖職者の多くと貴族47名が国民議会に合流し、国王ルイ16世は政権内部の反対派を押し切って国民議会を承認することを決断し、聖職者、貴族の全てに国民議会への合流を認めた。続く7月9日には国民議会は憲法制定国民議会と改称し、本格的な憲法制定作業に取り掛かった。一方政府は国民議会を承認する姿勢を見せつつも、国民議会の恫喝と治安悪化を理由に、軍隊をヴェルサイユに召集した。

## 襲撃

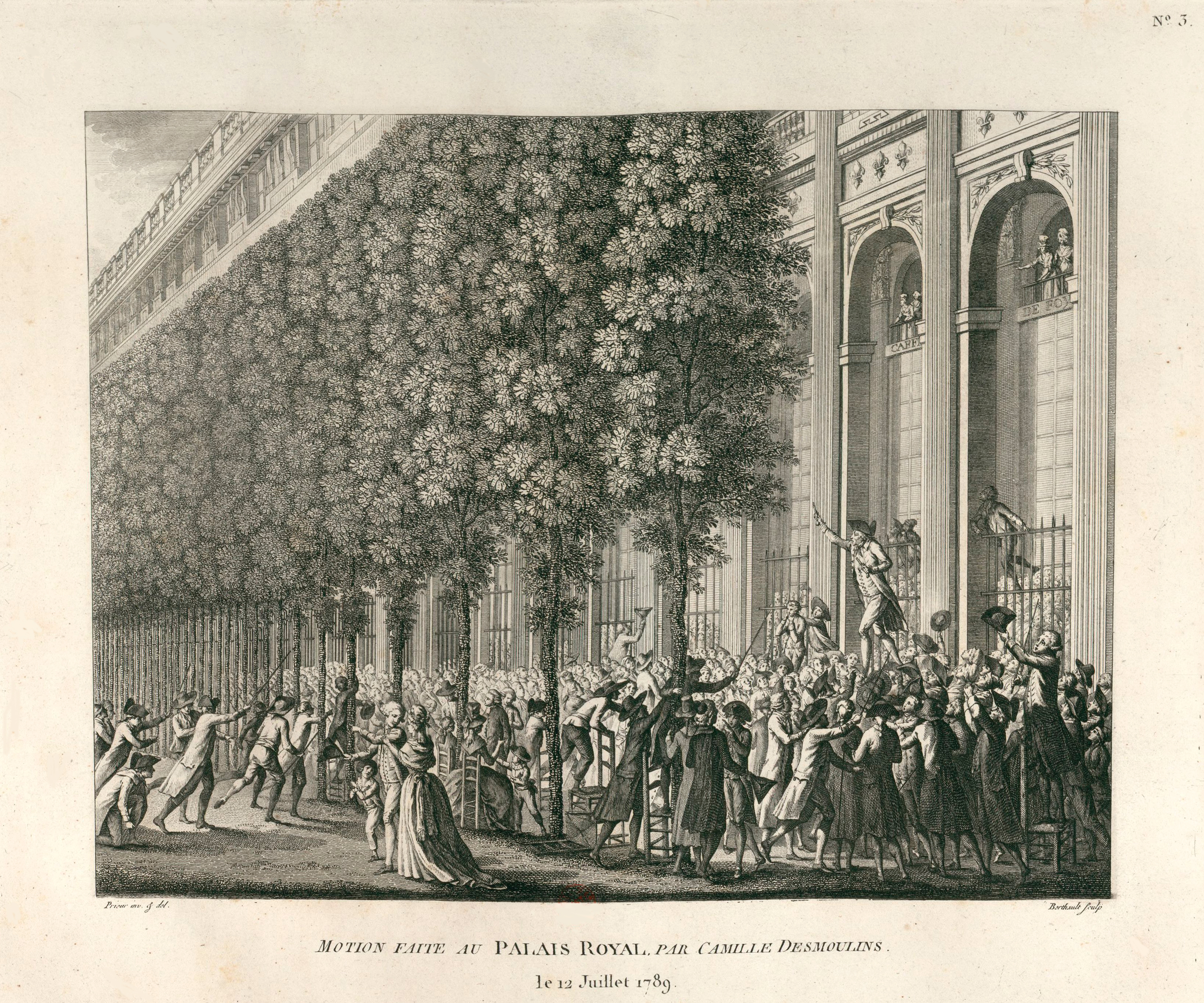
ネッケル罷免の報を受け、パレ・ロワイヤルで「市民よ、武器をとれ！」と呼びかけるカミーユ・デムーラン（ピエール＝ガブリエル・ベルトローによる銅板画）

このような政治的緊張が続く中、国王政府は1789年の7月11日にはスイス人連隊、ドイツ人騎兵連隊、フランス衛兵隊からなる2万の兵をパリに集結させ、その武力を背景に、民衆の期待を集めていた財務総監ジャック・ネッケルを罷免した。これは王妃マリー・アントワネットや王弟アルトワ伯らの独断であった。国王はパリ民衆に対する武力鎮圧には消極的であったが、もはや政府は強硬派で占められ、ルイ16世の意向が通らないほどになっていたのである。

「ネッケル罷免」の報は翌12日にパリに届き、民衆とブルジョワジーたちを憤激させた。この直後から翌13日にかけてパリでは市内各所で騒動が発生して不穏な空気が高まり、臨時に招集された市政委員会のもと、自衛と秩序保持を目的としてブルジョワによって結成された民兵隊を中心とした厳戒体制が敷かれるようになった。

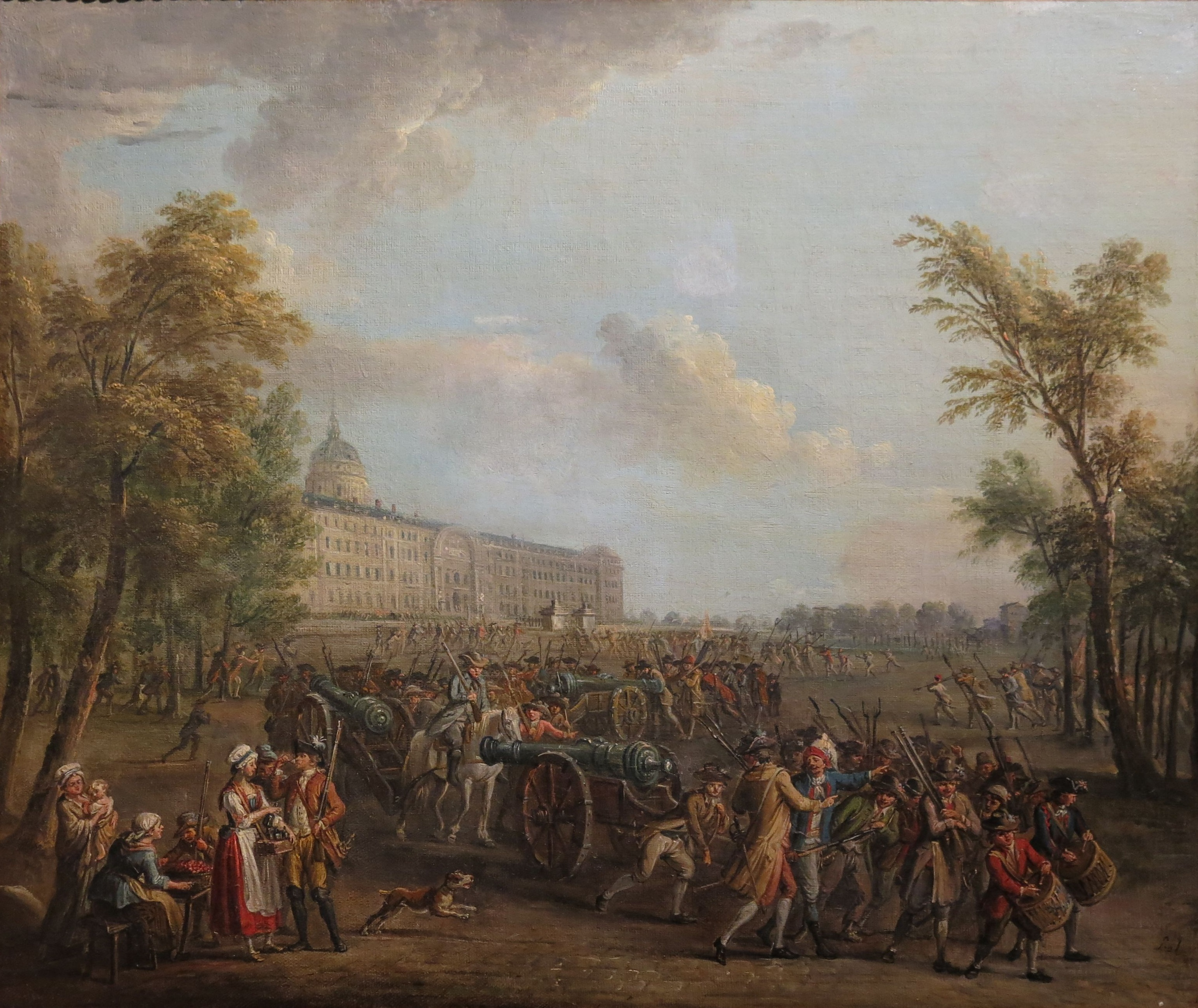
廃兵院から武器を奪い去る群衆　（ジャン＝バティスト・ラルマン画）

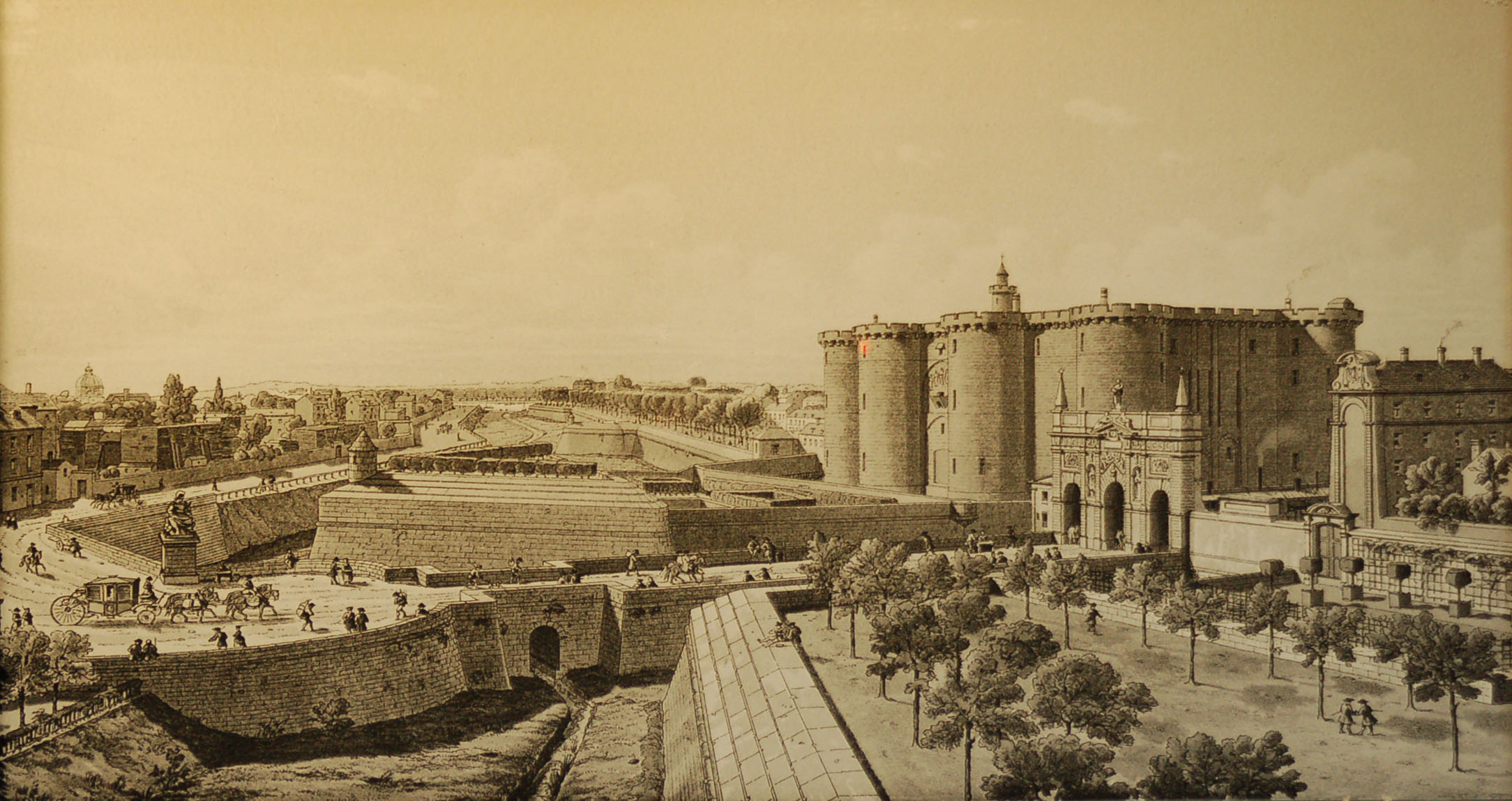
バスティーユの全景

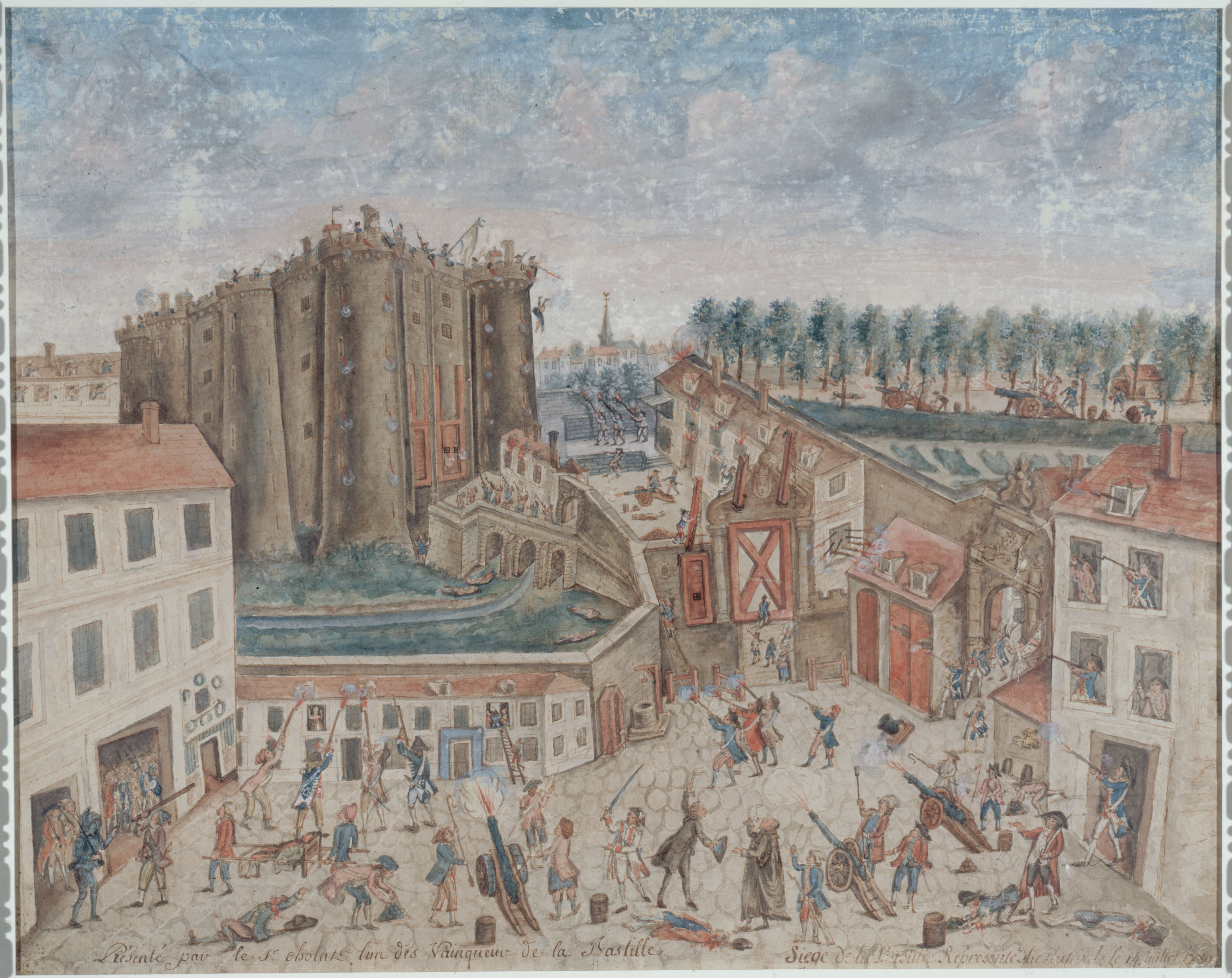
バスティーユ襲撃に参加したクロード・ショラという人物が描いた襲撃の光景

そして7月14日の朝、7-8千人とも4-5万人ともいわれる群衆が廃兵院に押しかけて、武器と弾薬を引き渡すように要求して約3万2000丁の小銃と20門の大砲を奪い去った。廃兵院のすぐ近くにあったシャン・ド・マルスでは国王軍が野営しており、司令官のブザンヴァル男爵は各部隊の指揮官を集めて対応を協議した。しかし兵が鎮圧に動くか自信が持てないという声が相次いだため国王軍の出動は見送られ、群衆はさらに弾薬を調達するために、数日前に廃兵院から弾薬類が運び込まれたというバスティーユへと向かった。バスティーユは以前から専制政治の象徴として悪評の高い存在であったが、この時点では群衆にバスティーユを襲うつもりはなく、目的はあくまでも自衛のために必要な弾薬を手に入れることであった。
午前10時ごろ、市政委員会から派遣された市民の代表3名がバスティーユに赴いて、司令官ベルナール＝ルネ・ド・ローネーに、隣接するフォーブール・サン＝タントワーヌ地区に向けて前日から設置されていた大砲の撤去と武器弾薬の引き渡しを求めた。司令官は代表を招き入れ食事を供してもてなし、大砲の撤去には同意したが武器弾薬の引き渡しは拒否した。続いて送り込まれた代表の説得に対してもド・ローネーは拒否を続け、交渉は難航した。
交渉が長びく中、要塞の外では群衆の数がふくらみ、興奮状態が高まっていった。午前11時半には、廃兵院からやってきた人々が合流し、その数はさらに増加した。代表たちがなかなか出て来ないために人々の間には不安と苛立ちが高まり、午後1時ごろになって、2人の男が塀を乗り越えて侵入し、司令部の中庭に通じる第一の跳ね橋を落とした。これを皮切りに群衆が中庭になだれ込み、恐怖にとらわれた守備兵が発砲して戦闘が始まった。混乱のさなかの激しい銃撃戦により死傷者が出たが、被害は戦闘に不慣れな民間人が多く、遮蔽物の少ない中庭ー要塞前付近に展開していた襲撃側に集中した。
午後3時半過ぎ、国王軍から離反したフランス衛兵の一部が襲撃側に加わったことで形勢が逆転し、彼らが廃兵院から奪ってきた大砲を戦闘に投入する動きを見せると、敗北を悟ったド・ローネーは、貯蔵されている爆薬によりバスティーユを爆破するよう命じたが、これは守備隊が命令を拒否した。最終的にド・ローネーは降伏して要塞内部に通じる主門の跳ね橋が下ろされ、群衆がなだれ込んでバスティーユ全体を制圧し、牢に入れられていた7人の囚人が解放された。かくして、バスティーユは陥落した。  
襲撃の時点のバスティーユはほとんど空の状態で、民衆が考えていたような政治犯はおらず、治安を乱した廉で収容された7人の老人がいただけだった。内訳は4人の文書偽造犯と2人の狂人、それに1人の素行の悪い伯爵である。マルキ・ド・サドも10日前まで収容されていたが、襲撃の時には他の場所に移されていた。

## 襲撃の参加者
この日バスティーユに押し寄せた多数の群衆のうち、実際に襲撃に参加した者を「バスティーユの征服者」として認定するため憲法制定国民議会は1790年にそれぞれ954人、871人、662人の参加者の名前が記された３種類のリストを承認した。このうち記載人数の最も多いリストに見られる954人を襲撃の参加者数とする見方もあるが、G.リューデによればこれらのリストはいずれも氏名の重複や記載漏れが多くみられるなど不完全なものであり、各リスト間のこのような記載の不備を整理すると、実際の襲撃参加者は約800〜900人前後であったと見積もっている。この中から98人の死亡者、73人の負傷者が出たが、死亡者のうち即死した者が83人、重傷を負って後に死亡した者は15人であり、負傷者のうち13人は戦闘によって手足を失う重傷を負ったという。
一方、守備隊側の兵力は数日前にスイス人連隊から派遣されていた増援32人を含めて約110人前後であったが、敗北後に司令官を含む6〜7人が虐殺され、また士官4人、兵士15人がのちに死刑となったのを除くと戦闘中の死者1人、負傷者3人であった。 
また前述の３種類のリストのうち、参加者数を662人とするリストはバスティーユ襲撃の際に中心となって活躍したスタニスラス・マイヤールによって作成されたもので、参加者の氏名のほかに住所、職業などが記載されている。それによれば年齢的には8歳の少年から70歳の老人、職業は海軍士官(当時はほとんどが貴族であった)から肉体労働者まで、また外国人も39人(イタリア人13人、ドイツ人、ベルギー人各12人、オランダ人、スイス人各1人)含まれるなど、広範囲にわたる年齢、身分、職業、さらには国籍の人々がパリの各地区から集まっていたが、大多数はバスティーユに隣接するフォーブール・サン＝タントワーヌ地区およびその近隣地区の住民であり、中でも小規模な工房を営む親方や職人といった手工業者が全体の約3分の2を占めている。これらの人々を含む約600人の一般市民のうち、7人中6人までが当時パリの治安維持の中核を担い、登録にあたっては財産など一定の資格制限があった民兵隊のメンバーであったことから、この襲撃事件が革命に否定的な人々によって従来非難もしくは嘲笑されてきたような、単なる貧民の暴発とは言い難いものであったことがＧ・リューデによって指摘されている。

## 虐殺

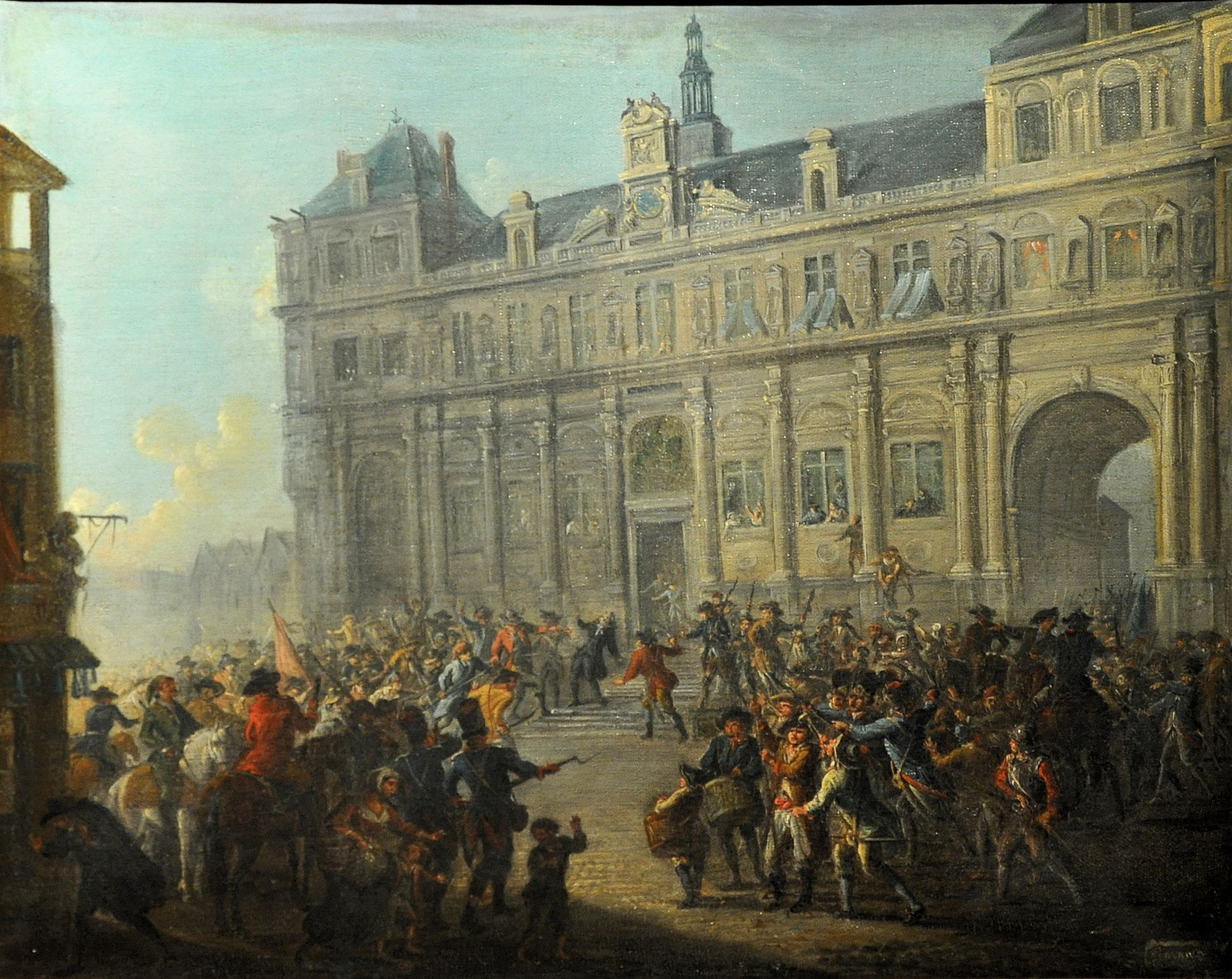
市庁舎前で狙撃されるフレッセル（ジャン＝バティスト・ラルマン画）

ド・ローネーは捕らえられ、パリ市庁舎に連行された。道すがら、興奮した群衆は彼を殺害しようとしたが、市民代表が「彼にも裁判を受ける権利があるのだ」と制止し、その場はいったん収まった。しかし、市庁舎に着いたところで群衆はついに制止を振り切ってド・ローネーを殺害してその首を刎ねた。3人の士官と3人の守備兵も、司令官と同じ運命を辿った。さらに前日に武器の所在についてあいまいな発言を行った市長のジャック・ド・フレッセルも、その対応を「市民を惑わせる裏切り行為」として咎められ、市庁舎から出て来たところを射殺され、首を刎ねられた。彼らの首を槍の先に刺して高く掲げた群衆は、市庁舎前の広場を練り歩いた。その後、7月22日にいたって、ネッケルの後任となるという推測が一時広まっており、自身が行っていた穀物投機のために食糧危機を策謀したとしてパリ市民の怒りを買っていた元陸海軍総監ジョセフ・フーロン・ド・ドゥエがなぶり殺しにされた。またその女婿でパリ知事のベルチエ・ド・ソーヴィニーもパリの食糧危機に責任ありという理由で義父と同じ日に群衆に虐殺され、ともに槍首にして引き回された。

## 撤退
シャン・ド・マルスで待機していた国王軍は一連の事態に介入できないまま、14日の夜に国王の了承のもとパリから撤退した。ヴェルサイユに帰還する途中、14日から翌15日にかけての深夜に国王軍はパリ近郊のサン＝クルーからセーヴルにかけての民家に分散して宿泊したが、スイス人連隊の一つであるサリス・サマド連隊の日誌によればセーヴルに宿泊した同連隊所属のスイス人兵士のうち75人が住民と意気投合して軍を離脱、軍服を捨てて武器を持ったままパリに逆戻りしたという。
ヴェルサイユに戻ったブザンヴァルは一連の事態の責任を問われてただちに拘禁された。結果的に国王軍に見捨てられたも同然の形になったバスティーユ守備隊の幹部で虐殺を免れたド・ピュジェは、その後まもなく復職したネッケルがブザンヴァルの釈放に尽力したことから「ブザンヴァルは同じスイス人であるネッケルと通じており、（ネッケルを解任した）宮廷を面倒な立場に置くためにパリ市民の反乱を工作していた」とブザンヴァルを非難しているが、国王軍を率いながらパリ市民の蜂起に対処できなかったブザンヴァルはその後も王党派から「革命に同情的な裏切り者」とスケープゴート的な非難を受け続けることになる。

## 結果

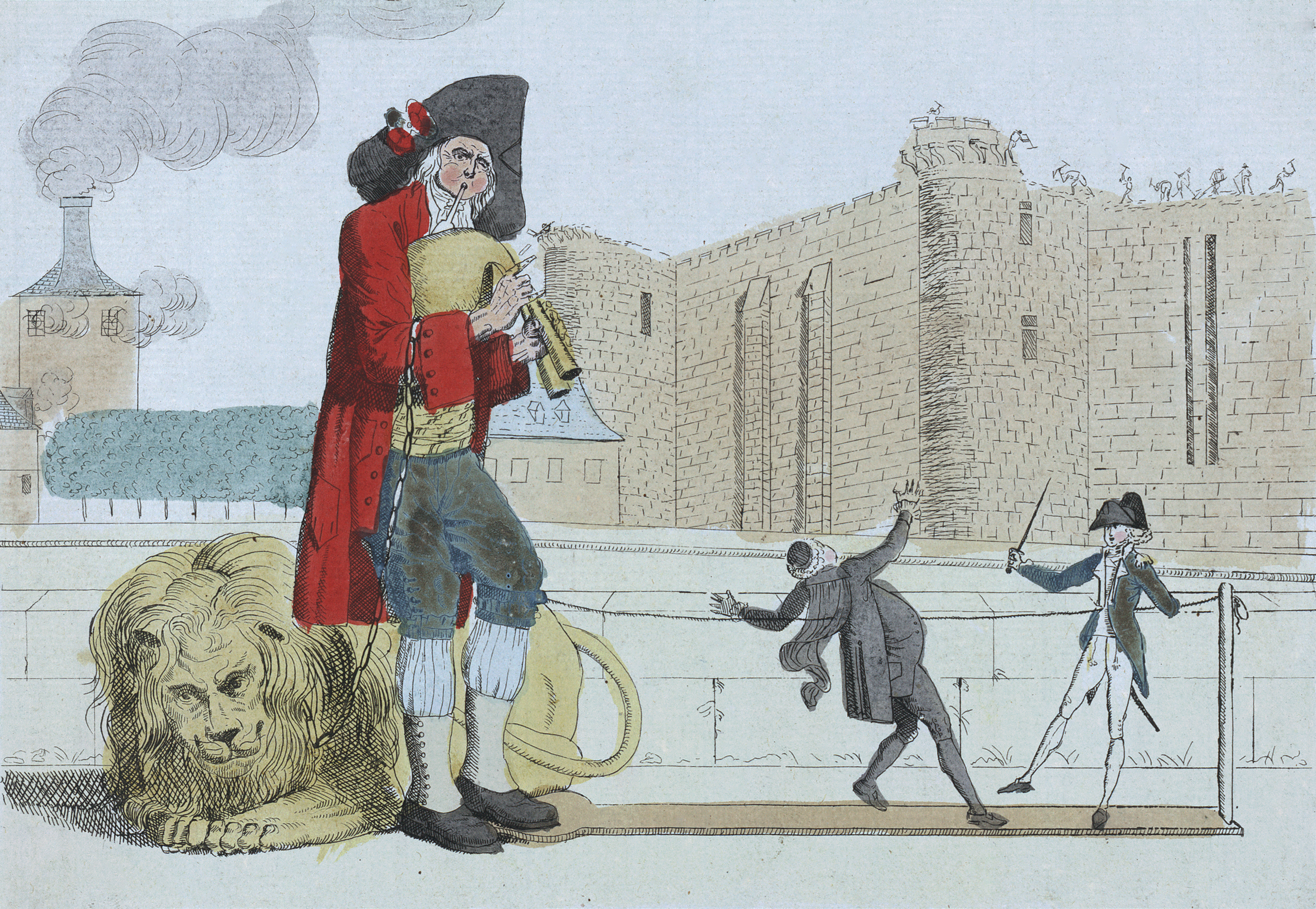
「さらばバスティーユ！」破壊されたバスティーユを背景に、ライオンを連れた第三身分がバグパイプを吹きながらゲーム盤を踏み鳴らすと、盤上につながれた貴族と聖職者が右往左往する。バスティーユの陥落と特権身分の権威の失墜を描いた当時のカリカチュア

バスティーユ襲撃の知らせは直ちにヴェルサイユにいる国王ルイ16世の元にもたらされた。国王が「暴動か？ (C'est une révolte?)」と問うと、側近のラ・ロシュフコー＝リアンクール公爵が「いいえ陛下、これは暴動ではありません、革命でございます (Non sire, ce n'est pas une révolte, c'est une révolution.)」と答えた逸話が知られる。

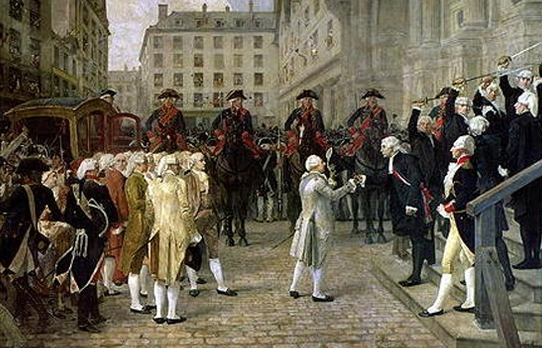
パリ市庁舎でバイイとラファイエットに迎えられるルイ16世 （ジャン＝ポール・ローランス画）

この事件は政府を驚愕させ、方針の変更をうながした。マリー・アントワネットやアルトワ伯はルイ16世をパリの東方約300㎞にあるメスに退避させようとしたが陸軍元帥ブロイ公らの反対に遭い、アルトワ伯を中心とした宮廷内の強硬派は16日以降相次いで国外に亡命した。一方、ヴェルサイユに留まることを決意したルイ16世はネッケルの復職を決定し、翌17日には和解のため自らパリに赴き、憲法制定議会の議員であったバイイを市長として発足した新たなパリ市政府当局と、ブルジョワジーが組織した民兵隊を国民衛兵として承認した。この市政革命により、フランスの各都市ではブルジョワジーからなる常設委員会が設置され、市政の実権を掌握するようになった。
一方、ルイ16世のパリ行きとネッケルの復職は、第一・第二身分や王族中の保守派にとっては、民衆への譲歩と捉えられた。特に亡命した王族や貴族たちは国外で反革命運動を展開して革命に対して武力行使も辞さない姿勢をとり、国王に圧力をかけていった。武力行使に消極的であったルイ16世は議会と保守派の板挟みとなり、さらに無力になっていった。

## ギャラリー

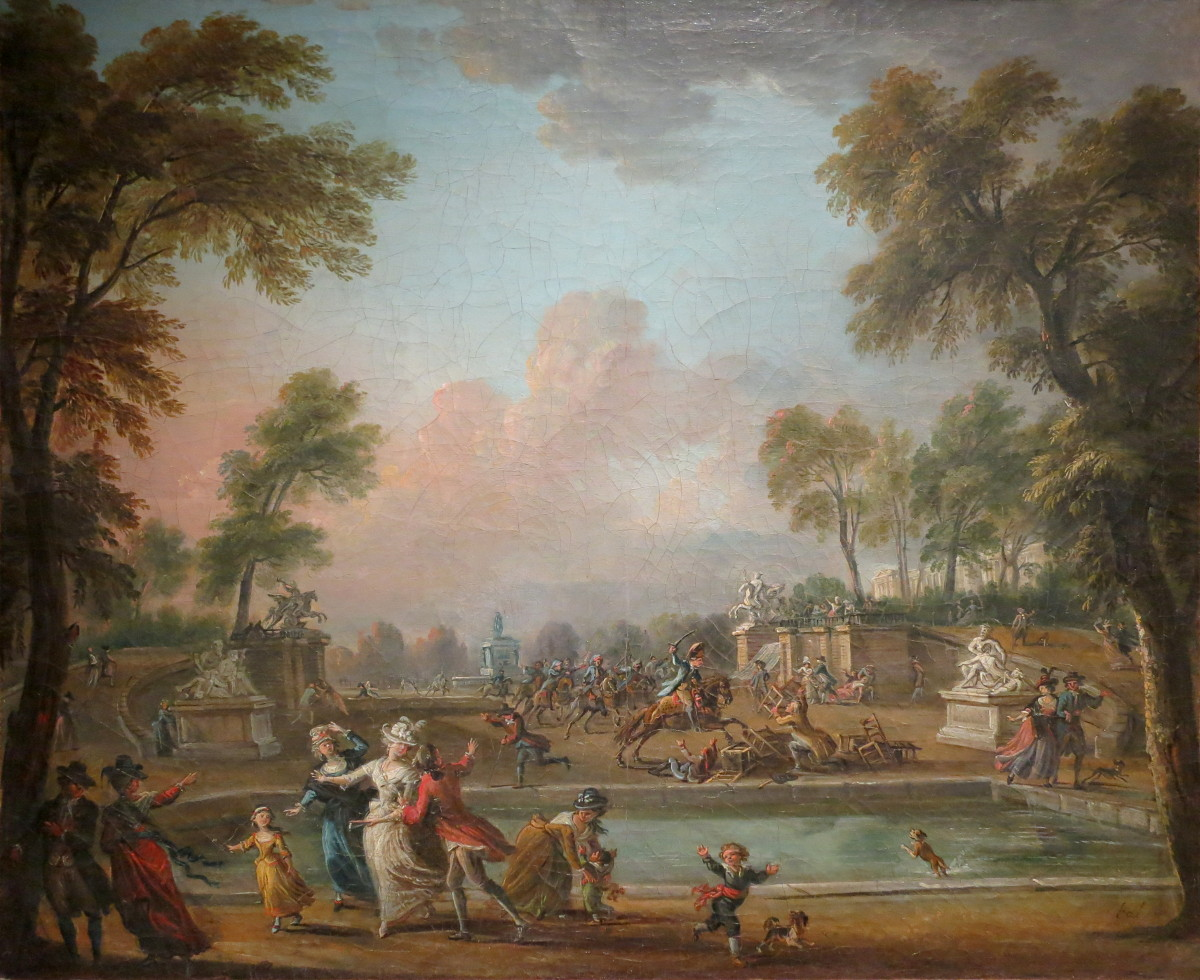
チュイルリー庭園でパリ市民と衝突するドイツ人騎兵連隊[21]（7月12日）（ジャン＝バティスト・ラルマン画）
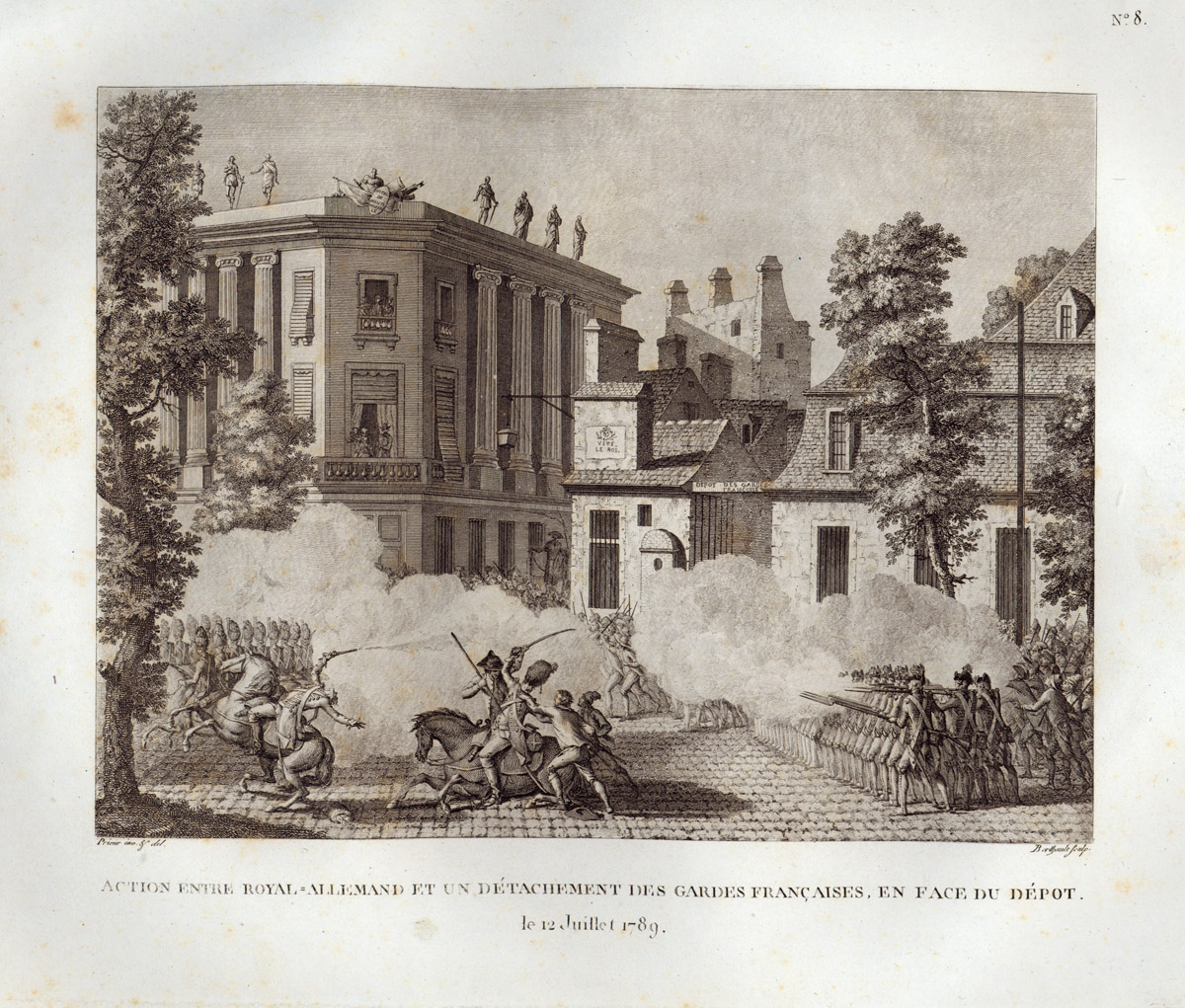
フランス衛兵隊と衝突するドイツ人騎兵連隊（7月12日）（ピエール＝ガブリエル・ベルトローによる銅版画）
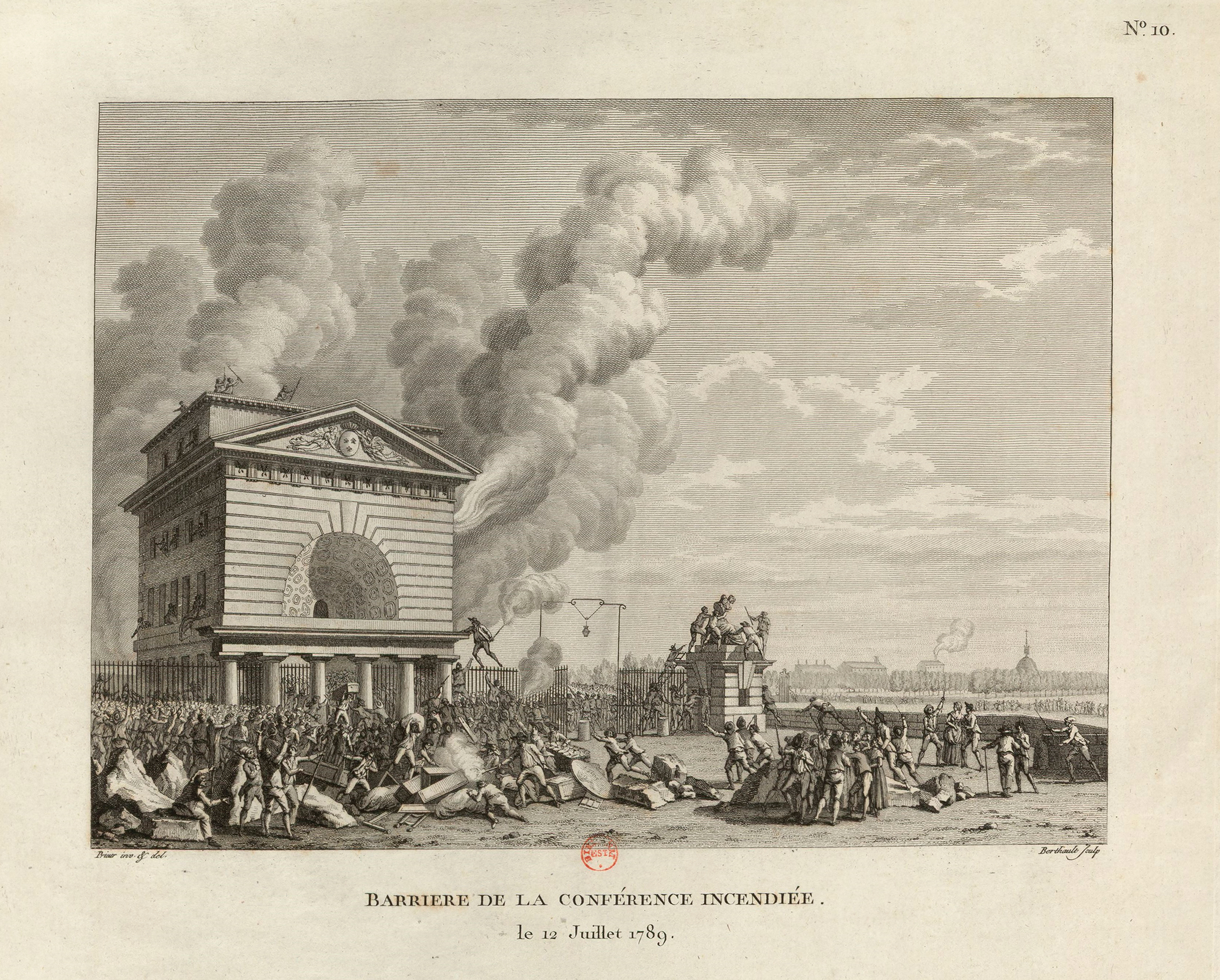
暴徒に焼き討ちされるパリの入市税関[22]（7月12日）（ベルトローによる銅版画）
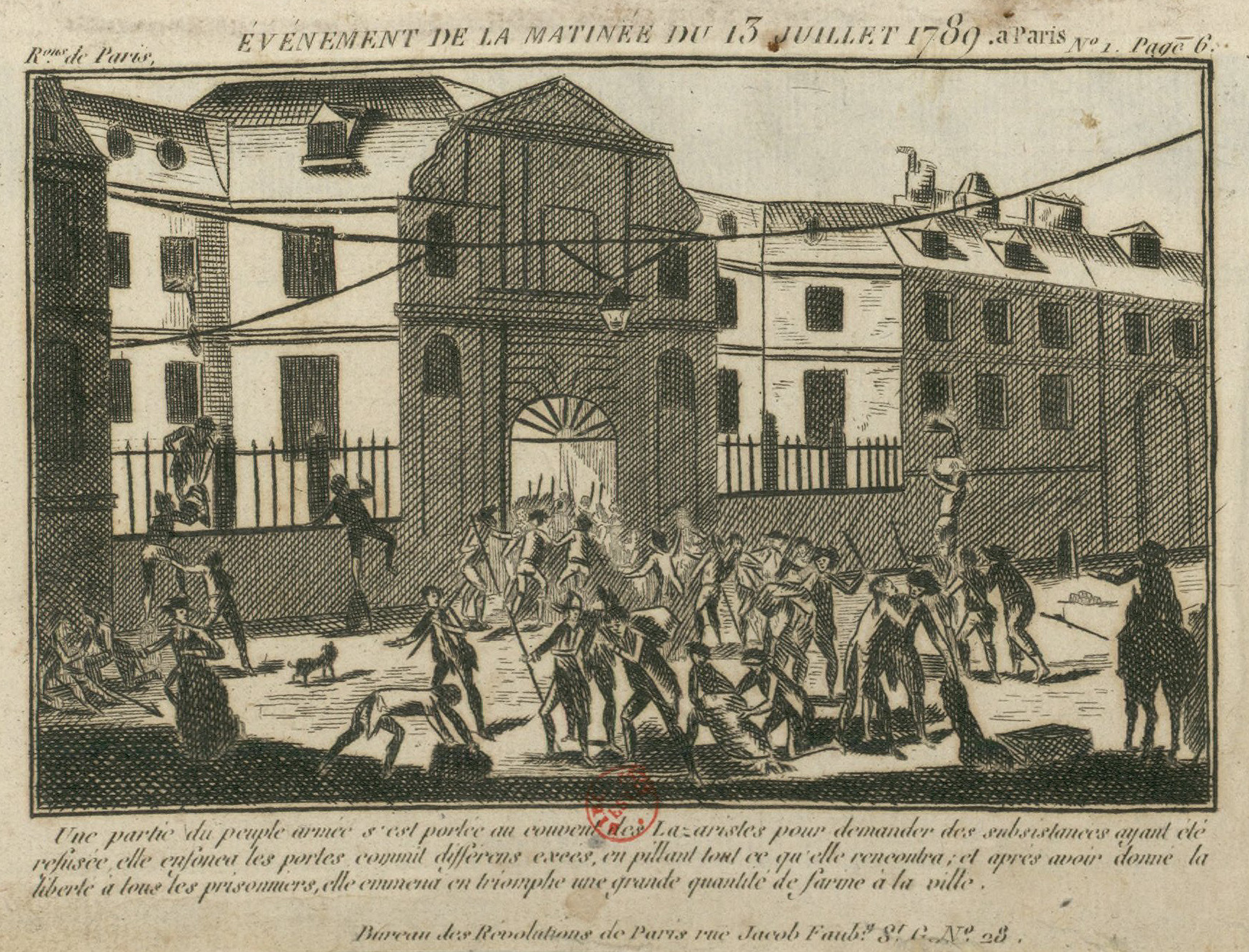
大量の小麦粉を貯蔵していたため略奪されたサン＝ラザール修道院（フランス語版）[23]（7月12日夜ー13日）（作者不明の当時の瓦版）
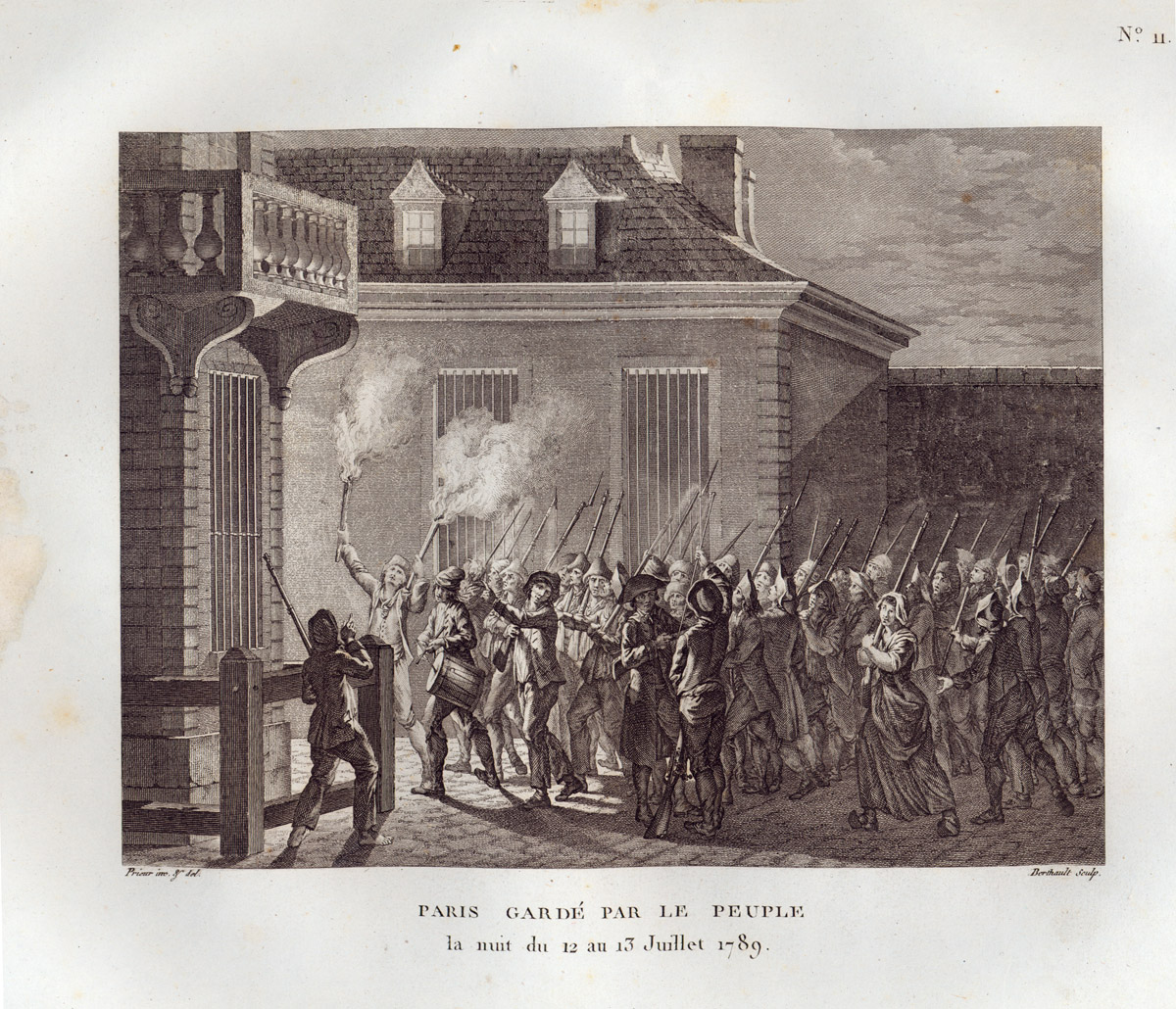
夜通し市中の警戒にあたるパリ市民（7月12日から13日にかけての夜）（ベルトローによる銅版画）
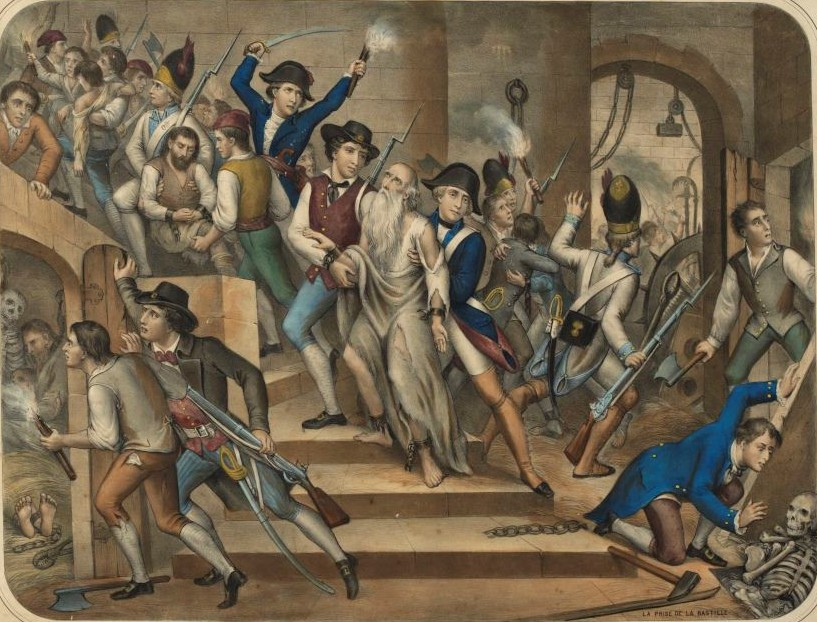
陥落したバスティーユ内部になだれ込む群衆（H.ジャンニン画）
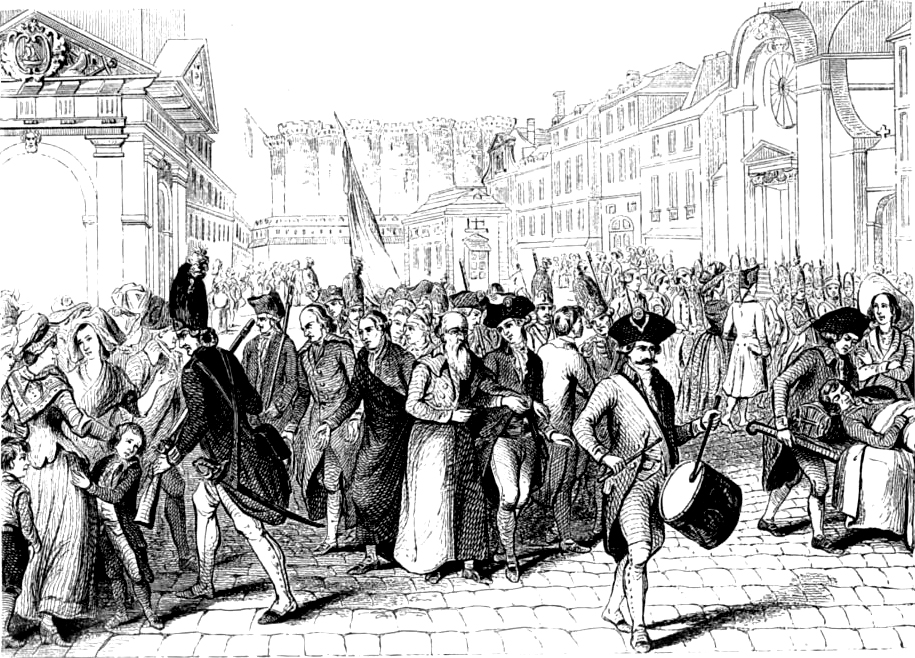
バスティーユから解放された囚人たち（オーギュスタン・シャラメル著『フランス共和国の歴史博物館』1842年刊より）
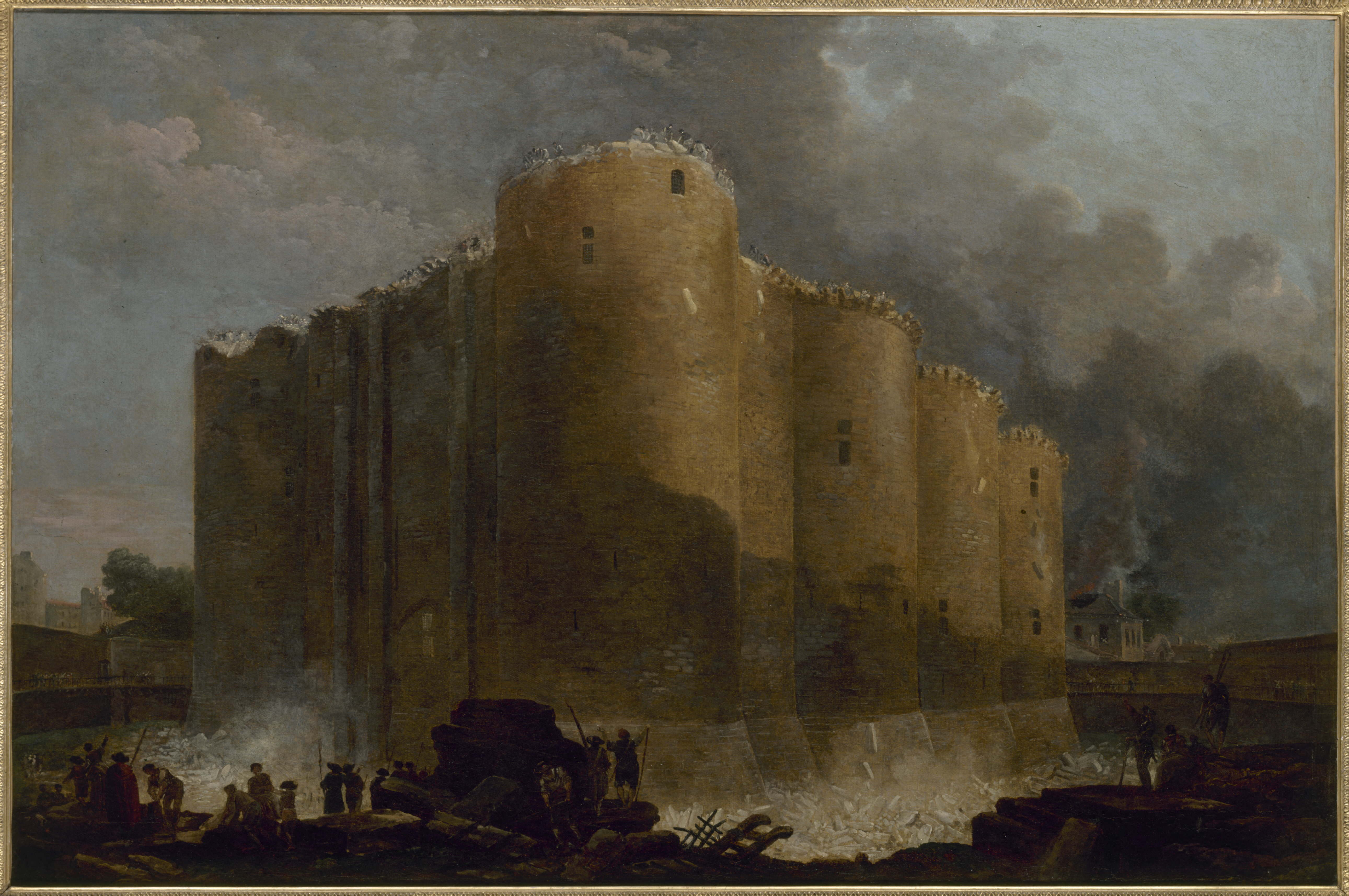
襲撃の翌日から解体が開始されたバスティーユ（ユベール・ロベール画）
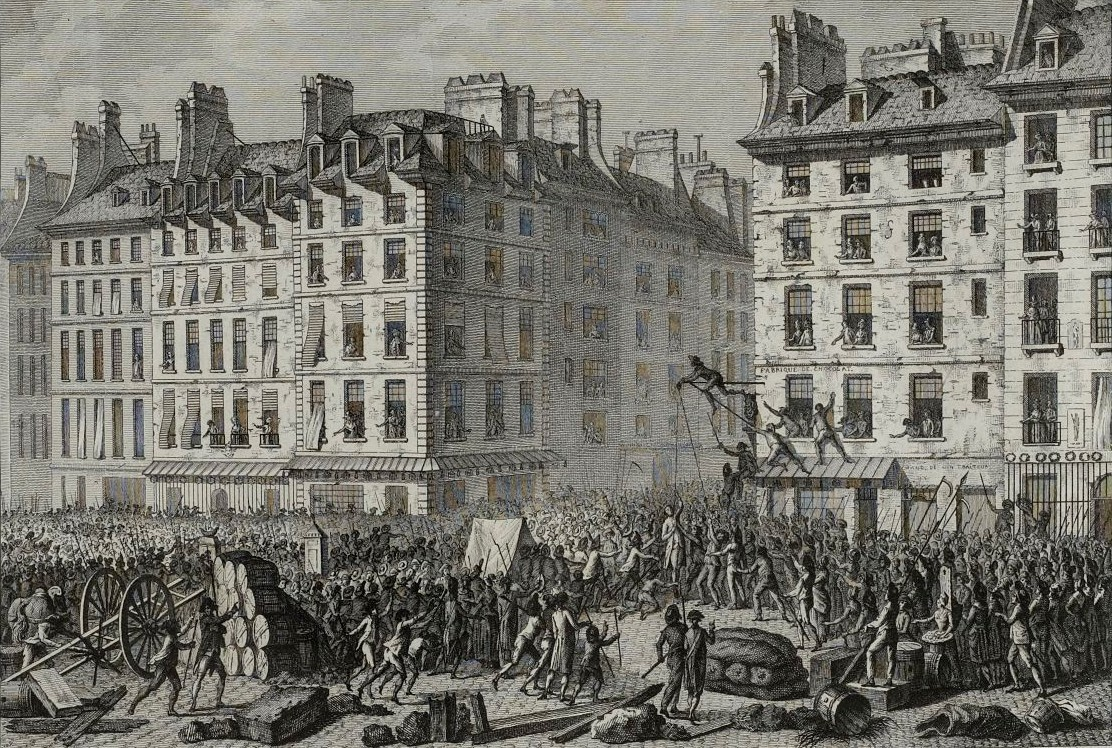
群衆に虐殺されるジョセフ・フーロン・ド・ドゥエ（7月23日）（ジャン＝ルイ・プリウール（英語版）画）
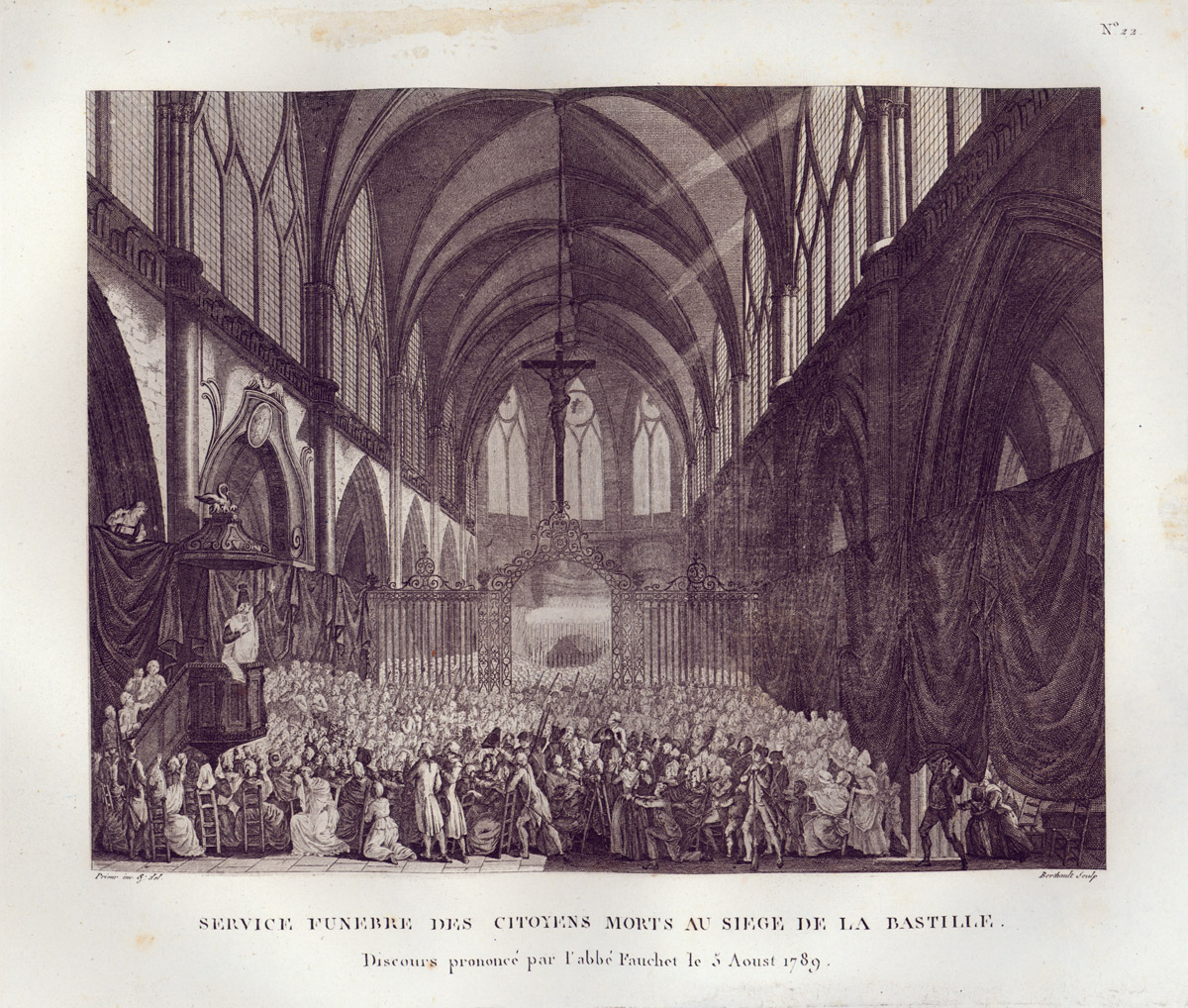
バスティーユ襲撃の際に死亡した人々の葬儀（8月5日）（ベルトローによる銅版画）